# Förlängning
Förlängning (resultat som avgjorts via förlängning skrivs oftast "e. fl." – det vill säga "efter förlängning" – eller "OT" efter engelskans over time) är den regel i sporter som innebär att matchen förlängs med en förutbestämd tid om resultatet är oavgjort efter ordinarie speltid. I fotboll används det främst vid utslagsturneringar, till exempel cuper eller slutspel, då man tillgriper förlängning (oftast två gånger 15 minuter) om det är oavgjort efter ordinarie 90 minuter. I visst seriespel, till exempel Svenska hockeyligan, spelas alltid en kortare förlängning om resultatet är oavgjort efter ordinarie speltid. I handboll spelas en förlängning i 2×5 minuter och om det fortfarande är oavgjort i ytterligare 2×5 minuter.
Förlängning spelas alltid, efter en kortare paus, i direkt anslutning till den ordinarie speltiden. Avgörs matchen inte i förlängningen kan den avgöras på straffar – t.ex. genom straffsparksläggning (fotboll), straffslagsavgörande (ishockey) eller straffkasttävling (handboll) – eller också kan matchen spelas om vid ett annat tillfälle, så kallat omspel. Straffar används även när man spelar dubbelmöten, det vill säga två matcher mot samma lag och det sammanlagda resultatet är oavgjort.
Inom fotbollen finns olika typer av förlängning, bland annat Golden goal och Silver goal. Exakt vilken metod som används vid ett oavgjort resultat bestäms alltid innan turneringen börjar och normalt av förbund och organisation som är arrangör.

## Exempel
- Om Lag A spelar 1–1 mot Lag B i ett vanligt cup- eller slutspel (med en match) går matchen antingen till förlängning, eller bedöms ha slutat oavgjord och spelas om vid ett senare tillfälle (omspel).
- Om Lag A spelar 1–1 hemma mot Lag B och 2–2 borta mot Lag B i ett dubbelmöte går matchen antingen till förlängning (två oavgjorda resultat), eller bedöms efter bortamålsregeln vilket är det vanligare.
- Om Lag A spelar 1–1 hemma mot Lag B och 1–1 borta mot Lag B i ett dubbelmöte går matchen till förlängning.
- Om Lag A vinner med 1–0 hemma mot Lag B och förlorar med 0–1 borta mot Lag B går matchen till förlängning.
- Om Lag A vinner med 1–0 hemma mot Lag B och förlorar med 1–2 borta mot Lag B går matchen antingen till förlängning (det sammanlagda resultatet är oavgjort, en vinst var och 2–2 i mål), eller bedöms efter bortamålsregeln vilket är det vanligare.